# Dreams in the Witch House
Dreams in the Witch-House é o segundo episódio da primeira temporada de Masters of Horror, dirigido por Stuart Gordon. Também referido como H. P. Lovecraft's Dreams in the Witch-House, é uma adaptação do conto "The Dreams in the Witch House" do autor norte-americano de terror H. P. Lovecraft. O episódio foi emitido originalmente a 4 de novembro de 2005 nos Estados Unidos.
O elenco conta com Ezra Godden no papel principal que já havia previamente estrelado noutra adaptação de Lovecraft dirigida por Stuart Gordon, Dagon, baseada na novela de The Shadow over Innsmouth.

## Sinopse
Walter Gilman é um estudante universitário e promissor matemático que se muda para um quarto numa antiga e decrépita pensão. Enquanto estuda para a sua tese final, conhece os seus vizinhos, Sr. Masurewicz, um idoso obcecado com fenómenos místicos, e Frances Elwood, uma jovem mãe que luta para sobreviver financeiramente e cuidar do seu filho. Apesar da má reputação da pensão e dos estranhos relatos de um rato com cara de homem e da bruxa Keziah Mason, que outrora vivia naquela mesma casa, Walter parece não se importar com os rumores, até começar a perder a noção da realidade após ter estranhos sonhos...

## Elenco
- Ezra Godden como Walter Gilman
- Jay Brazeau como Sr. Dombrowski
- Campbell Lane como Sr. Masurewicz
- Chelah Horsdal como Frances Elwood
- Susanna Uchatius como Keziah Manson
- Yevgen Voronin como Brown Jenkin

## Material de origem
A adaptação para a televisão de The Dreams in the Witch-House de Lovecraft permanece significativamente fiel ao enredo original do conto de 1933 apesar do filme ser ambientado em tempos contemporâneos. Actualizando pequenos detalhes, enquanto na história de Lovecraft o protagonista é um estudante de mecânica quântica, na adaptação para a televisão ele estuda a teoria das cordas. Numa homenagem à inspiração original de Lovecraft para a Universidade Miskatonic de Arkham, o protagonista da adaptação para a televisão veste uma camisola da Universidade Miskatonic com um design baseado no selo da Universidade Brown.

## Recepção
The Mammoth Book of Best New Horror chamou "HP Lovecraft's Dreams in the Witch-House" de "um dos episódios de destaque" da série Masters of Horror.

## Links externos
- "Dreams in the Witch House" (em inglês) no IMDb
- Review for "Dreams in the Witch-House" television episode at Dread Central

Predefinição:Masters of HorrorPredefinição:Stuart Gordon